# 홀브룩 블린

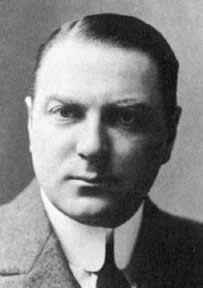

홀브룩 블린(Holbrook Blinn, 1872년 1월 23일 ~ 1928년 6월 24일)은 미국의 배우, 연극 배우, 영화배우이다.
샌프란시스코에서 태어났다.

## 영화
- 로시타 (1923년) - 왕 역
- 더 아이보리 스너프 박스 (1915년)
- 어 버터플라이 온 더 휠 (1915년)